# 妞
妞在现代汉语中是方言词汇。清代以来，是对女儿、女童的称谓:115。派生词有妞妞、妞儿、妞子、大妞、小妞、小妞子等。妞、妞儿亦是对女性的昵称。
当代研究者龙国贻指，早期文献中“妞”为姓氏，音纽，异体字为“丑女”，与“好”通用。清代以后的文献中，大量使用“女儿”含义的“妞”。清郝懿行所著《证俗文·卷四》“今京师谓女曰‘妞’，亦作‘丑女’，音纽，呼为妞妞，若大曰大妞，次曰二次，又次曰三妞”。又或加儿化音，称大妞儿、二妞儿等。此类“大妞”、“二妞”，即有“女儿”之义，亦是其名。《清稗類鈔》称旗人“凡對於未嫁之幼女，皆稱妞妞。”有研究者标注“妞妞”的满文转写为“nionio”:28。清代亦有男孩使用“某妞儿”命名的例子:115。龙国贻认为“妞”可能类似吴语“囡”是“女”的派生词:115—116。
现代作品，常见“妞妞”、“妮妮”的组合指代无名氏:41。